# Tripwire Interactive
Tripwire Interactive é uma desenvolvedora e distribuidora de jogos eletrônicos com sede em Roswell (Geórgia), Estados Unidos. É formada por membros do time internacional que criou o aclamado mod de Unreal Tournament 2004 intitulado Red Orchestra: Combined Arms. Red Orchestra ganhou o maior prêmio na competição Make Something Unreal, patrocinada pela nVidia. O seu primeiro jogo, Red Orchestra: Ostfront 41-45, foi lançado na plataforma Steam, da Valve, em 14 de março de 2006. Eles possuem licença de uso para a Unreal Engine 3, da Epic Games.
O segundo título da Tripwire, Killing Floor, foi lançado em 14 de maio de 2009. Semelhante a Red Orchestra, este jogo também começou a ser desenvolvido como um mod de UT2004, mais tarde tornando-se um título standalone.
A Tripwire lançou o seu terceiro jogo com o título Red Orchestra 2: Heroes of Stalingrad, sendo uma sequência do Red Orchestra: Ostfront 41-45. O jogo é de tiro em primeira-pessoa com tema da Segunda Guerra Mundial, que foi desenvolvido e publicado por eles mesmos. O título se foca fortemente na Batalha de Stalingrado. Red Orchestra 2 foi lançado em 13 de setembro de 2011. e usou a Unreal Engine 3.

## Jogos desenvolvidos
| Título                                | Engine            | Lançamento           | Plataformas                                                                       | Notas médias (GameRankings) |
| ------------------------------------- | ----------------- | -------------------- | --------------------------------------------------------------------------------- | --------------------------- |
| Red Orchestra: Ostfront 41-45         | Unreal Engine 2.5 | 14 de Março, 2006    | Windows                                                                           | 79.55%                      |
| Killing Floor                         | Unreal Engine 2.5 | 14 de Maio, 2009     | Windows, Mac OS X                                                                 | 72.67%                      |
| Red Orchestra 2: Heroes of Stalingrad | Unreal Engine 3   | 13 de Setembro, 2011 | Windows                                                                           | 75.30%                      |
| Rising Storm                          | Unreal Engine 3   | 30 de Maio, 2013     | Windows                                                                           | 81.36%                      |
| Killing Floor 2                       | Unreal Engine 3   | 18 de Novembro, 2016 | Windows, Linux, PlayStation 4                                                     | 75.86% (PC) 76.64% (PS4)    |
| Rising Storm 2: Vietnam               | Unreal Engine 3   | 30 de Maio, 2017     | Windows                                                                           | 81%                         |
| Killing Floor: Incursion              | Unreal Engine 4   | 14 de Novembro, 2017 | Windows (VR), PlayStation 4 (Playstation VR)                                      | 68%                         |
| Maneater                              | Unreal Engine 4   | 22 de Maio, 2020     | Windows, PlayStation 4, Xbox One, Nintendo Switch, PlayStation 5, Xbox Series X/S | 70%                         |
| Killing Floor 3                       | Unreal Engine 5   | TBA                  | Windows, PlayStation 5, Xbox Series X/S                                           |                             |

## Jogos publicados
- The Ball
- Dwarfs!?[14]
- Zeno Clash